# Roberto Skyers
Roberto Skyers Pérez (né le 12 novembre 1991 à Minas) est un athlète cubain, spécialiste du 200 mètres.

## Carrière
Fin 2011, Roberto Skyers remporte le titre du 200 mètres des Jeux panaméricains disputés en altitude à Guadalajara, au Mexique. Auteur de 20 s 37 en finale, il devance le Jamaïcain Lansford Spence et le Brésilien Bruno de Barros.
Il remporte le titre du 200 m lors des Jeux d'Amérique centrale et des Caraïbes de 2014 à Xalapa.
En demi-finale des Jeux panaméricains à Toronto, il porte son record à 20 s 09, puis en finale à 20 s 02, mais échoue au pied du podium. Il bat cependant le record de Cuba, qui tenait depuis 1978 et était la propriété de Silvio Leonard.
Avec l'équipe nationale, il remporte la médaille de bronze du relais 4 x 100 m lors des Championnats ibéro-américains d'athlétisme 2016 en 38 s 93, après couru en série en 38 s 44 (temps inférieur à celui du vainqueur, la République dominicaine) avec César Yuniel Ruiz, 
Reynier Mena et, Yaniel Carrero. Le 19 juin 2016, il permet au relais cubain du 4 x 100 m, composé également de Reidis Ramos, Reynier Mena, Yaniel Carrero, de gagner l'épreuve du meeting de Santo Antonio à Lisbonne, en 38 s 70, temps qui permet à Cuba de se qualifier pour les Jeux olympiques de Rio.
Le 27 mai 2016, il porte son record sur 100 m à 10 s 11, en absence de vent, au Stade panaméricain de La Havane, ce qui le qualifie pour les Jeux olympiques de Rio.
Aux Jeux, aligné sur 200 m, il est éliminé au stade des demi-finales.
En 2019 il court le 100 m en 9 s 98, ce qui égale le record de Cuba de Silvio Leonard datant de 1977.

## Palmarès
| Date | Compétition                              | Lieu           | Résultat | Épreuve   |
| ---- | ---------------------------------------- | -------------- | -------- | --------- |
| 2010 | Championnats ibéro-américains            | San Fernando   | 4e       | 100 m     |
| 2011 | Jeux panaméricains                       | Guadalajara    | 1er      | 200 m     |
| 2014 | Jeux d'Amérique centrale et des Caraïbes | Xalapa         | 1er      | 200 m     |
| 2015 | Jeux panaméricains                       | Toronto        | 4e       | 200 m     |
| 2016 | Championnats ibéro-américains            | Rio de Janeiro | 3e       | 4 × 100 m |
| 2019 | Jeux panaméricains                       | Lima           | 7e       | 200 m     |

### Records
| Épreuve | Performance | Lieu     | Date            |
| ------- | ----------- | -------- | --------------- |
| 100 m   | 9 s 98      | Camagüey | 22 février 2019 |
| 200 m   | 20 s 02     | Toronto  | 24 juillet 2015 |